# Prisme de Rochon

Principe de fonctionnement d'un prisme de Rochon.

Un prisme de Rochon est un type de polariseur. Il est fabriqué à partir de deux prismes d’un matériau biréfringent tel que la calcite, qui sont cimentés ensemble.
Le prisme de Rochon a été inventé par l'abbé Alexis-Marie de Rochon. Il est à bien des égards semblable au prisme de Wollaston, mais un rayon (le rayon ordinaire) traverse le prisme sans être dévié. Le prisme de Sénarmont est similaire mais transmet le rayon polarisé s sans déviation. Dans les prismes de Rochon et de Sénarmont, le rayon non dévié est ordinaire des deux côtés de l’interface. Les prismes de Rochon sont disponibles dans le commerce, mais pour de nombreuses applications, d’autres types de polariseurs sont préférés.